# Emmanuel Horvilleur
Emmanuel Javier Horvilleur est un chanteur, compositeur, guitariste, rappeur argentin, membre du groupe Illya Kuryaki and the Valderramas avec Dante Spinetta.

## Biographie
Emmanuel Horvilleur est né en 1975, fils de Mercedes Villar et Juan Horvilleur. Quand Emmanuel a un an et demi ou deux ans, ses parents se séparent et son père part vivre en Europe. Il ne rencontre son père biologique que deux fois, à l'occasion des tournées d'Illya Kuryaki en Europe en 1996 et en 2017. Sa mère épouse ensuite épousé le photographe Eduardo Martí, avec qui elle fonde une famille. Emmanuel a grandi dans le quartier de Palermo à Buenos Aires, avec eux deux et ses demi-frères et sœurs Guadalupe et Lucas Martí.
En 2005, il participe à la série Soy tu fan, où il prend part à certains épisodes et partage l'écran de télévision avec Julieta Cardinali dans une fiction spéciale d'une heure intitulée # 15. La même année sort Rocanrolero, le deuxième album solo d'Emmanuel Horvilleur. Dans ce cas, Tweety González collabore à la production. D'autres collaborations remarquables sont ajoutées à l'enregistrement, comme Dante Spinetta sur Alucinante, et Miguel Botafogo Vilanova sur Seguir, La nave et Un rap.
Le 30 novembre 2017, elle sort le single El hit, premier extrait de son nouvel album solo sorti en 2018.

## Discographie

### Albums studio
- 2003 : Música y delirio
- 2005 : Rocanrolero
- 2007 : Mordisco
- 2010 : Amor en polvo
- 2019 : Xavier
- 2021 : Pitada
- 2022 : Aqua Di Emma

### Sous Illya Kuryaki and the Valderramas
- 1991 : Fabrico cuero
- 1993 : Horno para calentar los mares
- 1995 : Chaco
- 1996 : Ninja Mental MTV Unplugged
- 1997 : Versus
- 1999 : Leche
- 2001 : Kuryakistan
- 2012 : Chances
- 2016 : L.H.O.N.

### Singles
- 2003 : Soy tu nena
- 2004 : Té de estrellas
- 2004 : Hermano plateado
- 2005 : No como
- 2006 : Fan
- 2006 : Listos para ver
- 2007 : Radios
- 2008 : Tu hermana
- 2008 : Llamame
- 2009 : 19 (avec Gustavo Cerati)
- 2010 : 12:30
- 2010 : Amor loco (avec Ana Cañas)
- 2011 : Japón
- 2011 : Amor en polvo
- 2017 : El Hit
- 2018 : Somos nosotros
- 2018 : Ella dijo no
- 2019 : 1000 días
- 2019 : Cosa Loca

### EP
- 2004 : Mimosa

## Filmographie
- 2006 : Soy tu fan
- 2006 :  ¡Yok!
- 2010 :  Quilmes Cientoventenario